# Липучка пониклая
Липучка пониклая, или Липучка поникшая (лат. Lappula patula) — однолетнее травянистое растение, вид рода Липучка (Lappula) семейства Бурачниковые (Boraginaceae).

## Ботаническое описание
Однолетнее растение с прямостоячими, крепким сероватым стеблем 10-20 см высотой, редко до 50 см. Ветвление начинается с середины или чуть ниже. Опушение негустое.
Листья узко- или просто линейные, длина 2-4 см, ширина 1-3 мм. Стеблевые листья сидячие, нижние сужены в черешок. Окраска сероватая, негусто опушенные волосками на мелких бугорках.
Цветки в верхучечных соцветиях-кистях, очень мелкие. Чашечка почти до основания разделённая на 5 линейных долей, к плодоношению звездчато-простертые. Венчик голубой, до 2 мм в диаметре, с короткой трубкой и колокольчатым отгибом.
Плоды ок 3 мм диаметром, шаровидно-яйцевидные с узкими диском, покрытым белыми острыми бугорками. Шипики по 4-5 шт с каждой стороны диска, длиной до 2,5 мм, слегка изогнутые и якорные на конце. 

## Распространение
Вид преимущественно с азиатским ареалом, заходящим в Восточную Европу. В России распространен на юге европейской части, на Северном Кавказе, в Западной Сибири. В других регионах встречается как занесенное растение. Вид включен в ботанический атлас растений Ленинградской области. 
Растения встречаются на мусорных местах, пустырях, насыпях дорог, полях. Легко разносится человеком, расширяя свой ареал. 

## Классификация
В различных источниках описание вида встречается за различными вариантами авторства:
- Lappula patula (Lehm.) Menyh. Kal. Vid. Növ. 120. 1877 [Nov-Dec 1877][1] - по данным сайта WFOPL вид, нуждающийся в уточнении таксономического положения[4]
- Lappula patula Asch.  Kal. Vid. Növén. : 120 (1877)[5]
- Lappula patula Asch. ex Gürke Nat. Pflanzenfam. [Engler & Prantl] iv. 3a (1803) 107.[6] - указан как устаревший синоним вида Липучка окаймленная Lappula marginata Gürke

### Таксономия[5]
Lappula patula Asch., 1877, Kal. Vid. Növén. : 120
Вид Липучка пониклая относится к роду Липучка (Lappula) семейства Бурачниковые (Boraginaceae) порядка Бурачникоцветные (Boraginales). Кладограмма в соответствии с Системой APG IV по состоянию на июнь 2023 года:
|  |                                      |  |                                   | порядок Бурачникоцветные |  | семейство Бурачниковые - 153 ботанических рода |  | Липучка |  | Липучка пониклая |
|  |                                      |  |                                   | порядок Бурачникоцветные |  | семейство Бурачниковые - 153 ботанических рода |  | Липучка |  | Липучка пониклая |
|  | отдел Цветковые, или Покрытосеменные |  |                                   |                          |  |                                                |  |         |  |                  |
|  |                                      |  |                                   |                          |  |                                                |  |         |  |                  |
|  |                                      |  | ещё 63 порядка цветковых растений |                          |  |                                                |  |         |  |                  |
|  |                                      |  |                                   |                          |  |                                                |  |         |  |                  |